# Знаменско-Пестровский сельсовет
Знаменско-Пестровский сельсовет — сельское поселение в Иссинском районе Пензенской области Российской Федерации.
Административный центр — село Знаменская Пестровка.

## История
Статус и границы сельского поселения установлены Законом Пензенской области от 2 ноября 2004 года № 690-ЗПО «О границах муниципальных образований Пензенской области».

## Население
| 2002 | 2010 | 2012 | 2013 | 2014 | 2015 | 2016 |
| ---- | ---- | ---- | ---- | ---- | ---- | ---- |
| 1221 | ↘923 | ↘853 | ↘812 | ↘758 | ↘727 | ↘703 |
| 2017 | 2018 | 2021 |      |      |      |      |
| ↘663 | ↘645 | ↘509 |      |      |      |      |

## Состав сельского поселения
| № | Населённый пункт     | Тип населённого пункта       | Население |
| - | -------------------- | ---------------------------- | --------- |
| 1 | Бутурлино            | село                         | ↘77       |
| 2 | Владыкино            | село                         | ↘1        |
| 3 | Еленовка             | село                         | ↘9        |
| 4 | Знаменская Пестровка | село, административный центр | ↘424      |
| 5 | Никифоровка          | село                         | ↘117      |
| 6 | Никольская Пестровка | село                         | ↘112      |
| 7 | Приволье             | село                         | ↘183      |